# トリデーヴィー
トリデーヴィー（三女神の意、サンスクリット語: त्रिदेवी, Tridevī）とは、ヒンドゥー教の概念で、宗教によっては女性型のトリムルティとして、あるいは男性型トリムルティの配偶神として、三人の優れた女神が加わる。この三神一体の代表的なインドの女神は、サラスヴァティー、ラクシュミー、パールヴァティーである。

## 女性としてのトリムルティ

マハーカーリー、マハーラクシュミー、マハーサラスヴァティー

## トリムルティの配偶神として
サラスヴァティーは学習・芸術・文化の成就の女神であり、創造神であるブラフマーの配偶神でもある。彼女は宇宙の知恵・意識・知識である。
ラクシュミーは富、豊饒、吉祥、光明、物質的・精神的満足の女神であり、ヴィシュヌの配偶神で、彼の守護者や防衛者でもある。しかし、ラクシュミーは単に物質的な富を意味するのではなく、抽象的な繁栄、栄光、輝き、喜び、興奮、偉大さを意味する。精神的な満足をMokshaと訳すことがある。
パールヴァティー、または彼女と悪魔の戦いの側面であるカーリーは力、戦い、美しさ、愛の女神であり、またシヴァの配偶神で、悪魔の破壊者である。
彼女たちはアディ・パラシャクティを結成した。悪魔マヒシャを殺すため、トリデーヴィーはドゥルガーへと化身する。